# 8066 Poldimeri
8066 Poldimeri (1980 PB2) là một tiểu hành tinh vành đai chính được phát hiện ngày 6 tháng 8 năm 1980 bởi R. M. West ở Đài thiên văn Nam Âu.